# ديغانغا

تمثال لديغانغا في إيليستا بروسيا.

ديغانغا (المُلقب بديناغا، 480 – 540 ميلادي) هو عالم بوذي هندي وأحد المؤسسين البوذيين للمنطق الهندي. أسس عمل ديغانغا قواعد تطوير المنطق الاستنباطي في الهند واستحدث النظام الأول للمنطق البوذي ونظرية المعرفة (البرامانا).
وفقًا لجورج ب. دريفوس، نشأت مدرسته الفلسفية عن «تحول معرفي» وأصبحت «الصيغة القياسية للمنطق البوذي والنظرية المعرفية في الهند والتبت». كان فكر ديغانغا ذا تأثير على فلاسفة بوذيين لاحقين مثل دارماكرتي وكذلك على المفكرين الهندوس في مدرسة نيايا الفلسفية. تقبل نظرية ديغانغا المعرفية «الإدراك» و«الاستدلال» فقط أدوات معرفة صحيحة واستحدثت نظرية «الاستبعاد» ذات التأثير الكبير لتفسير المعنى اللغوي. كان لعمله على اللغة والاستدلال المنطقي والإدراكي تأثير كبير بين فلاسفة الهند في وقت لاحق. وفقًا لريتشارد ب. هايز فإنه «لا يمكن لأي شخص يرغب في فهم التطور التاريخي للفكر الهندي أن يستغني عن بعض الأوجه المألوفة لحجج ديغانغا واستنتاجاته».
وُلد ديغانغا في سيمهافاكتا بالقرب من كانتشيبورام ولا يُعرف سوى القليل عن نشأته، باستثناء التحاقة بالمدرسة الشخصانية (بودغالافادا) بإشراف مرشده الروحي نغاداتا قبل طرده وأصبح بعد ذلك تلميذًا لفاسوباندو.

## الفلسفة
طُرحت فلسفة ديغانغا الناضجة في الفصل الأول من عمله العظيم، حصة وافية من الصلاحيات، حيث فسر ديغانغا نظرية المعرفة الخاصة به التي تقتضي بأن هناك «أداتين للمعرفة» أو «وسيلتين للمعارف السليمة» (البارمانا)، «الإدراك» أو «الإحساس» و«الاستدلال» أو «المنطق». كتب ديغانغا في الفصل الأول:
«يُعد الإحساس والمنطق الوسيلتين الوحيدتين لاكتساب المعرفة، لأنهما سمتان قابلتان للمعرفة؛ فلا يوجد شيء قابل للمعرفة سوى السمة المميزة والعامة. سأُبين أن الإحساس ذو سمة مميزة، بينما يتسم المنطق بالعامية».
يُعد الإدراك معرفة غير مفاهيمية بالخصائص المرتبطة بالعلاقة السببية، بينما يُعد الاستدلال منطقيًا ولغويًا ومفاهيميًا. كانت هذه النظرية المعرفية المحافظة نقيضًا لمدرسة نيايا التي ضمت وسائل معرفة أخرى كالأوبامانا (المقارنة والتماثل).

### البراتياكسا (الإدراك الشعوري)
البراتياكسا نوع من الوعي الذي يكتسب معلومات عن التفاصيل، وهو موجود في أحد الحواس مباشرة. هذا هو الموضوع الذي يتناوله الفصل الأول من كتاب حصة وافية من الصلاحيات. وفقًا لديغانغا، فإن الإدراك أمر يسبق المعطيات اللفظية والتصورية وغير المنظمة. كتب في الفصل الثاني من الكتاب:
«يخلو الإحساس من التنظيم. إذ إن الإدراك الذي يخلو من التنظيم يُعد إحساسًا. ما نوع الشيء المزعوم بالتنظيم؟ إرفاق اسم، عالمي وما إلى ذلك».
وفقاً لديغانغا، يلتقط عقلنا معطيات حسية أولية أو تفاصيل ويفسرها أو يصنفها في مجموعات بطرق أكثر تعقيدًا، ويقارنها بالتجارب السابقة، ويمنحها أسماء لتصنيفها بناءً على السمات العامة وما إلى ذلك. يطلق على هذه العملية مصطلح كالبانا (الترتيب، التنظيم). تختلف هذه العملية المعرفية بالفعل عن الإحساس، الذي يُعد مجرد إدراك يستند على الحاضر الفوري فقط. وهكذا فإن البراتياكسا لا تمثل سوى الوعي ببيانات حسية معينة كرقعة من اللون الأخضر والإحساس بالقساوة، بينما يُعد عدم الوعي مطلقًا بجسم عيني -كالتفاح مثلًا- مستوى أعلى من المجموعة. بالنسبة لديغانغا، يُعد الإحساس مغلوطًا أيضًا، ولا يمكن أن «يحيد» لأنه الظاهرة الأكثر مبدئية وبساطة للخبرة أو كما يقول:
«من غير الممكن أن يكون موضوع الوعي نفسه غير صحيح، لأن الاخطاء ليست سوى إساءة تفسير العقل للمضمون».
يرى ديغانغا البراتياكسا ظاهراتية في معظمها ولا تعتمد على وجود عالم خارجي. وأنها أمر خاص غير قابل للوصف.